# Station Jastrząb
 Jastrząb  is een spoorwegstation in de Poolse plaats Lipienice.